# Rødby-Puttgarden (roman)
 For alternative betydninger, se Rødby-Puttgarden. (Rødby-Puttgarden|Se også artikler, som begynder med Scandlines#Overfarter|Rødby-Puttgarden)
Rødby-Putgarden er en roman skrevet af den danske forfatter Helle Helle og udgivet i 2005 på Samlerens Forlag.
Romanen handler om hovedpersonen Jane og hendes søster, Tine. Bogen guider os gennem Janes hverdag, som er fuld af mænd og hverdagens små problemer. Rundt om dem dør venner og bekendte, men sådan er det på de kanter siger man. Tine og Jane lever præcis som deres mor gjorde og hendes mor.
Bogen afspejler minimalismen.
Romanen modtog Kritikerprisen i 2005. 

## Eksterne links
- Omtale på litteratursiden.dk Arkiveret 2. april 2015 hos  Wayback Machine

| Bog | Spire Denne artikel om bøger og tidsskrifter er en spire som bør udbygges. Du er velkommen til at hjælpe Wikipedia ved at udvide den. |